# Ornithidium donaldeedodii
Ornithidium donaldeedodii är en orkidéart som beskrevs av James David Ackerman och Mark Whitten. Ornithidium donaldeedodii ingår i släktet Ornithidium och familjen orkidéer. Inga underarter finns listade i Catalogue of Life.